# Pinkelstein

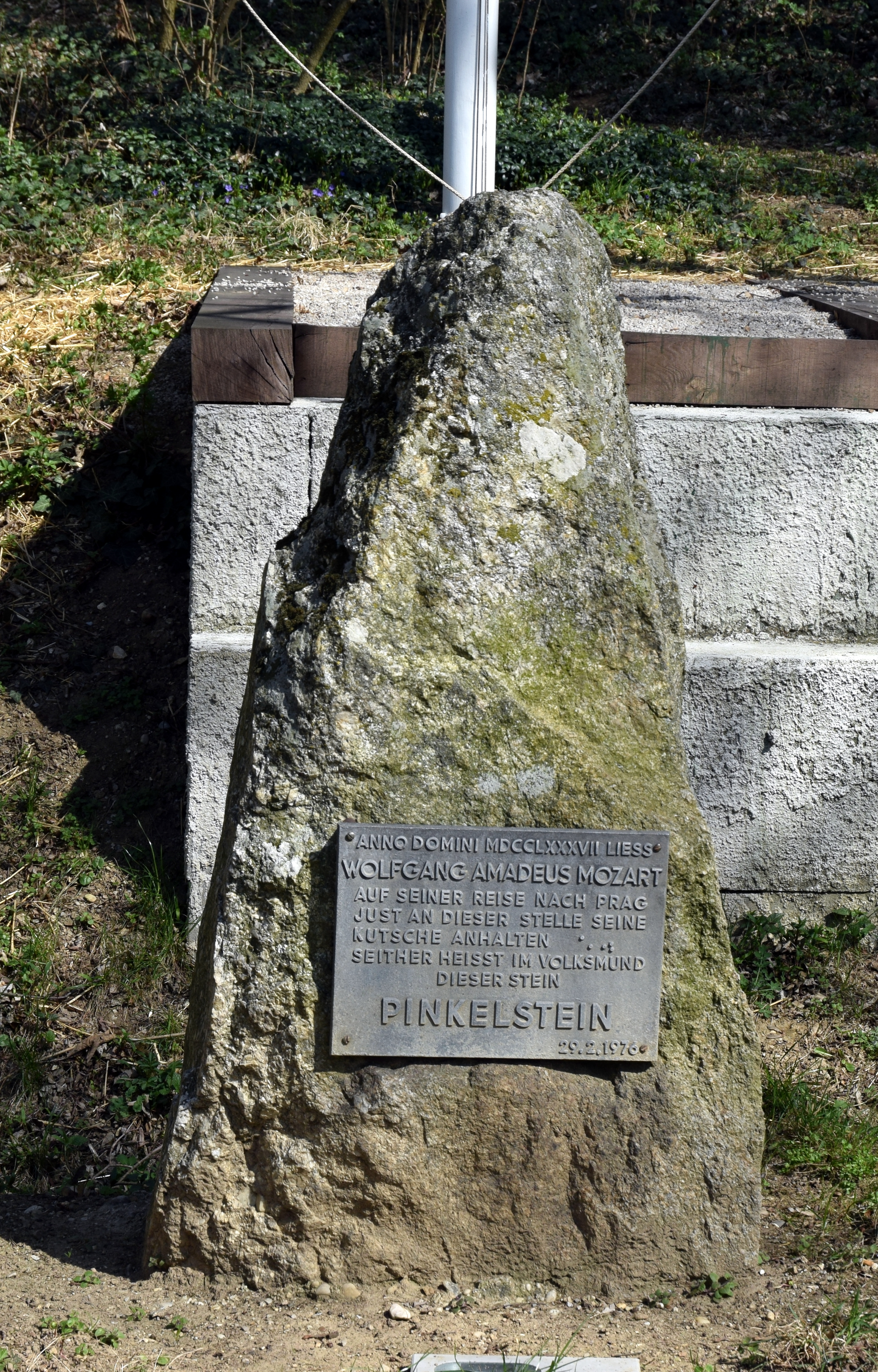
Der Mozart-Pinkelstein in Raschala

Am Pinkelstein im niederösterreichischen Raschala bei Hollabrunn soll Wolfgang Amadeus Mozart auf einer Reise nach Prag nach der Einkehr in den Kellern von Raschala sein Wasser mit großem Brausen wie überliefert abgeschlagen haben. Der Stein befindet sich an der alten Poststraße, die heute eine der für das niederösterreichische Weinviertel typischen Kellergassen ist.

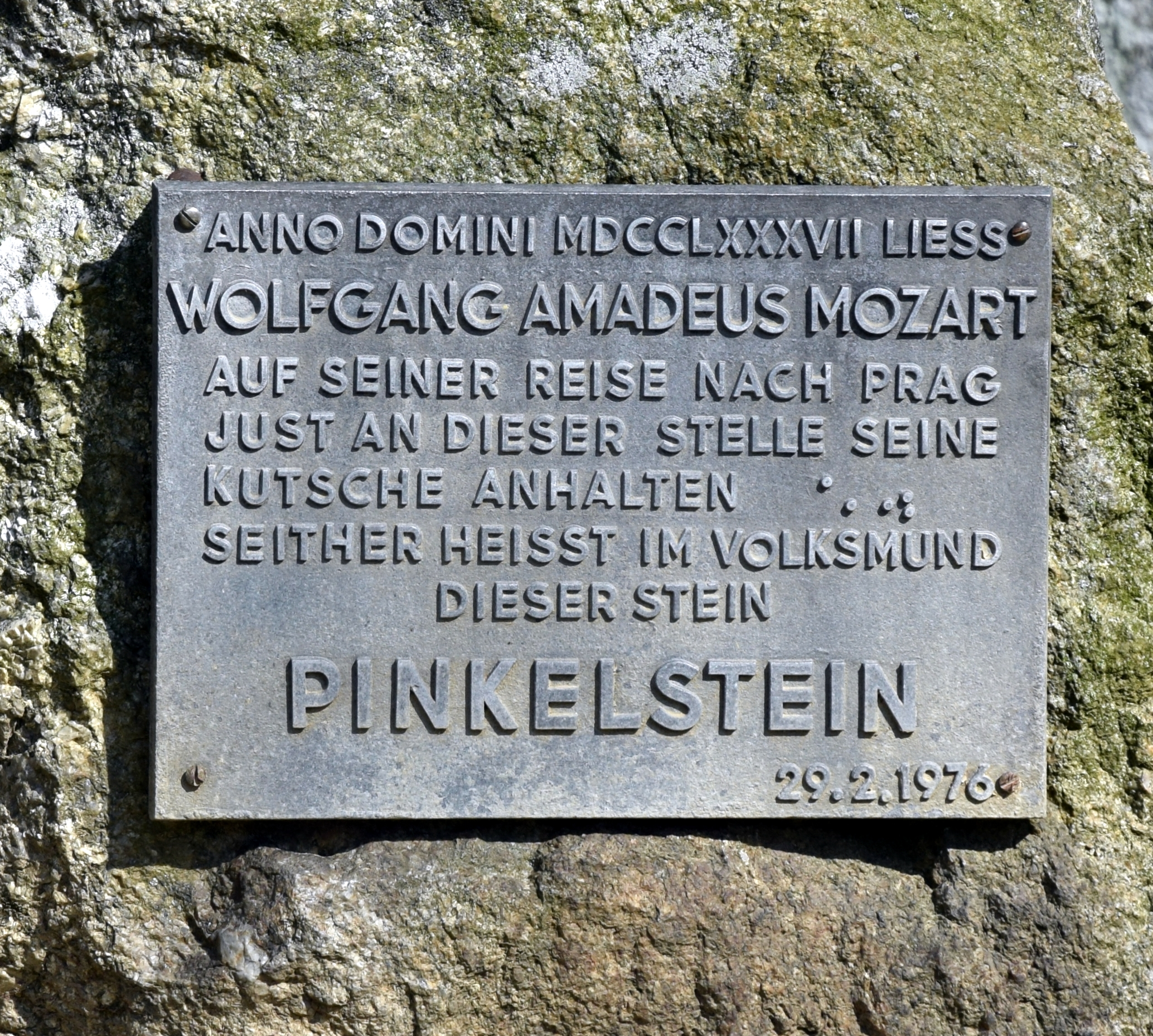

Laut dem Weinviertelbuch von Karl Lukan fiel einigen Bewohnern im Fasching 1975 auf, dass Raschala nicht wie andere Ortschaften über eine Sehenswürdigkeit verfüge. So kam man in Anlehnung an Eduard Mörikes Novelle Mozart auf der Reise nach Prag auf die Idee mit dem Pinkelstein. Als solcher musste ein aus dem Waldviertel stammender Granitblock herhalten, der im Fasching 1976 in der Kellergasse aufgestellt wurde. Später wurde daran eine Tafel angebracht, die den angeblichen Vorfall in blumiger Sprache beschreibt.
Der Pinkelstein wird auch zum Anlass für ein Faschingsfest am Faschingsonntag genommen, das alle vier Jahre stattfindet.